# Siri-rugoso

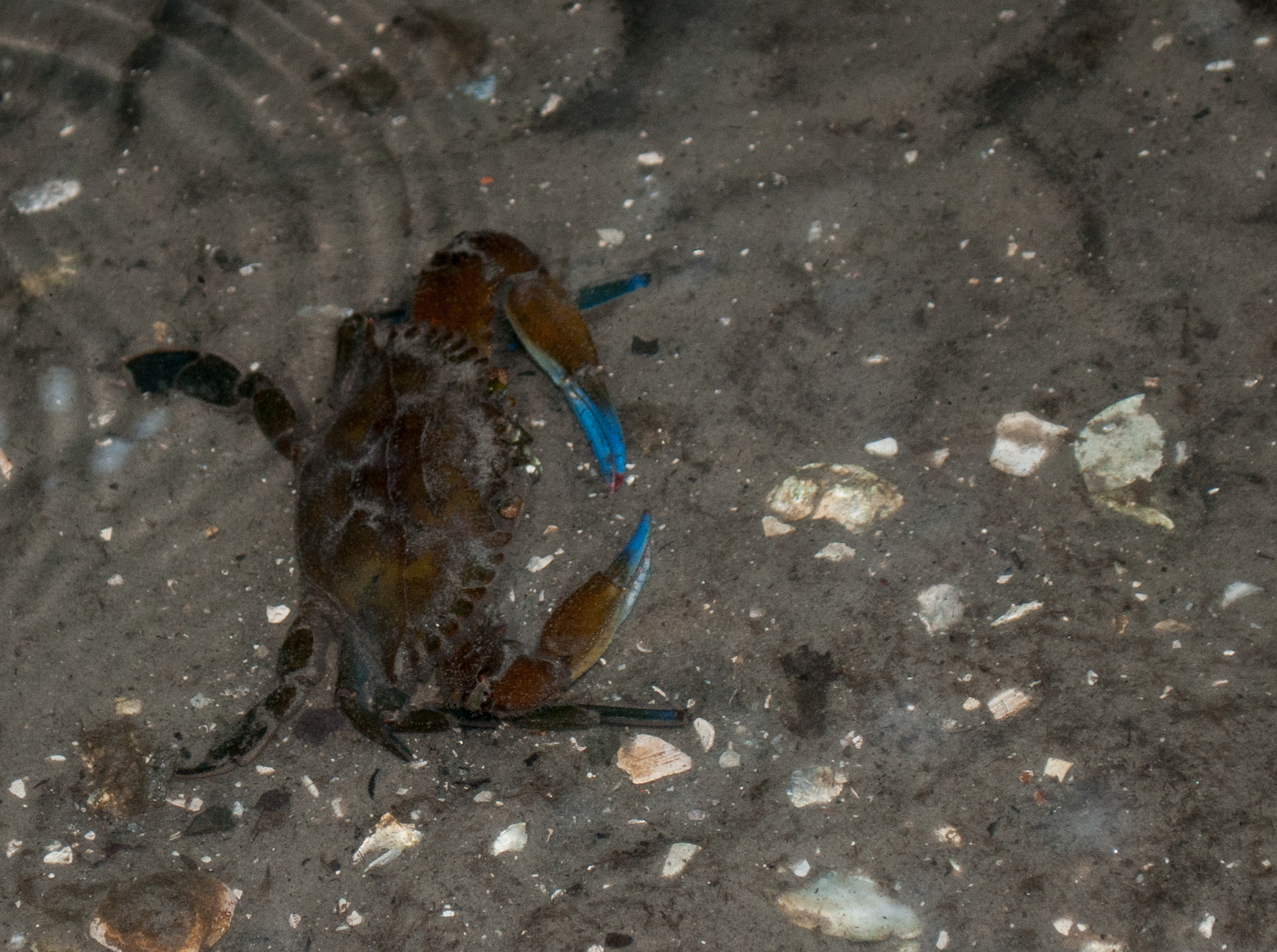
Callinectes exaperatus

Callinectes exasperatus (nome comum: Siri rugoso) é uma espécie de siri.
Ele é normalmente encontrado no oeste do Oceano Atlântico. A dieta desta espécie é de animais em decomposição.
Não se presta para pesca comercial.